# Stráž
Stráž – szczyt górski w masywie Stráže na południowo-wschodnim krańcu Gór Czerchowskich we wschodniej Słowacji. Wysokość – 740 m n.p.m. Na szczycie znajduje się nadajnik radiowy. Na szczyt prowadzi niebieski szlak turystyczny ze wsi Fintice.